# Villaescusa la Sombría
Villaescusa la Sombría  est une commune d'Espagne dans la communauté autonome de Castille-et-León, province de Burgos. Elle s'étend sur 16,24 km2 et comptait environ 74 habitants en 2011.